# Chih Chin-shui
Chih Chin-shui (* 2. April 1963) ist ein ehemaliger taiwanischer Tischtennisspieler. Er nahm an den Olympischen Spielen 1988 sowie an vier Weltmeisterschaften teil.

## Werdegang
Chih Chin-shui nahm am Doppelwettbewerb der Olympischen Spiele 1988 in Seoul teil. Hier stand er mit seinem Zwillingsbruder Chih Chin-long nach vier Siegen und drei Niederlagen auf Platz 13. Im gleichen Jahr erreichte er bei den Asienmeisterschaften das Doppel-Endspiel.
In der Weltrangliste wurde er 1989 auf Platz 64 geführt.

## Spielergebnisse
- Olympische Spiele 1988 Doppel mit Chih Chin-long[2]
  - Siege: Ding Yi/Gottfried Bär (Österreich), Georg Böhm/Jürgen Rebel (Bundesrepublik Deutschland), Mario Álvarez/Raymundo Fermín (Dominikanische Republik), Barry Griffiths/Peter Jackson (Neuseeland)
  - Niederlagen: Jan-Ove Waldner/Mikael Appelgren (Schweden), Kim Ki-taik/Kim Wan (Südkorea), Desmond Douglas/Sky Andrew (Großbritannien)

## Turnierergebnisse
| Verband | Veranstaltung           | Jahr | Ort                    | Einzel   | Doppel         | Mixed    | Team |
| ------- | ----------------------- | ---- | ---------------------- | -------- | -------------- | -------- | ---- |
| TPE     | Asian Cup               | 1986 | Karachi                | 13       |                |          |      |
| TPE     | Asian Cup               | 1988 | Manila                 | 6        |                |          |      |
| TPE     | Asian Cup               | 1991 | Dhaka                  | SF       |                |          |      |
| TPE     | Asian Cup               | 1992 | Hong Kong              | QF       |                |          |      |
| TPE     | Asian Games             | 1990 | Beijing                | Rd of 16 |                |          |      |
| TPE     | Asian Championship ATTU | 1988 | Niigata                |          | Runn-up        |          |      |
| TPE     | Asian Championship ATTU | 1990 | Kuala Lumpur           | Rd of 16 |                |          |      |
| TPE     | Asian Championship ATTU | 1992 | New Delhi              |          |                | SF       |      |
| TPE     | Olympic Games           | 1988 | Seoul                  | dnp      | Lost 1st stage |          |      |
| TPE     | World Doubles Cup       | 1990 | Seoul                  |          | 9              |          |      |
| TPE     | WTC-World Team Cup      | 1990 | Hokkaido, Aomori, Niig |          |                |          | 9    |
| TPE     | World Championship      | 1985 | Gothenburg             | Qual     | dnp            | Qual     | 18   |
| TPE     | World Championship      | 1987 | New Delhi              | Rd of 64 | dnp            | Rd of 64 | 8    |
| TPE     | World Championship      | 1993 | Gothenburg             | Rd of 64 | Rd of 64       | Rd of 64 | 28   |
| TPE     | World Championship      | 2001 | Osaka                  | Qual     | Qual           | Rd of 32 | 16   |